# Kärsta och Bredsdal
Kärsta och Bredsdal è un'area urbana della Svezia situata nel comune di Västerås, contea di Västmanland.
La popolazione rilevata nel censimento 2010 era di 261 abitanti.